# Walden två
Walden två (engelska: Walden Two) är en utopisk science fiction-roman från 1948 av den amerikanske psykologen B.F. Skinner. Romanen beskriver hur några personer från det vanliga samhället i efterkrigstidens USA besöker ett experimentellt samhälle: Walden Två, utformat efter vetenskapliga principer, speciellt behavioristisk inlärningsteori (en av de teoretiska grunderna för modern KBT).
Samhället Walden Två är utformat för att maximera medlemmarnas lycka, och vad som är mest framgångsrikt för detta avgörs genom ständiga psykologiska experiment. Barn uppfostras kollektivt i en skola utan tvång eller betyg, som baseras på barnens egen nyfikenhet. Samhället har inga pengar, men medlemmar måste samla ihop ett visst antal arbetspoäng för att få utnyttja samhällets resurser. Man lever i individuella rum, men har också kollektiva bibliotek, trädgårdar, biografer, och matsalar.
Även om romanen har kritiserats för att idealisera ett odemokratiskt samhälle så har flera försök gjorts att realisera Skinners version. Av dem som idag finns kvar kan nämnas kollektiven Los Horcones, cirka 6,5 mil från staden Hermosillo i norra Mexiko, och Twin Oaks i Louisa County, Virginia. Under 1940-talet diskuterades också i skandinaviska socialdemokratiska kretsar att starta ett liknande experiment på avskiljt belägen plats.
Romanens titel är en referens till den amerikanska boken Walden från 1854 av Henry David Thoreau, en bok som Skinner ansåg att Walden två var ett slags fortsättning på.